# 예스타 미타그레플레르
망누스 예스타 미타그레플레르(스웨덴어: Magnus Gösta Mittag-Leffler, 1846년 3월 16일 ~ 1927년 7월 7일)는 스웨덴의 수학자다. 주로 함수 이론에 공헌하였다.

## 같이 보기
- 미타그레플레르 정리
- 미타그 레플레르 함수